# Dorothy Masuka

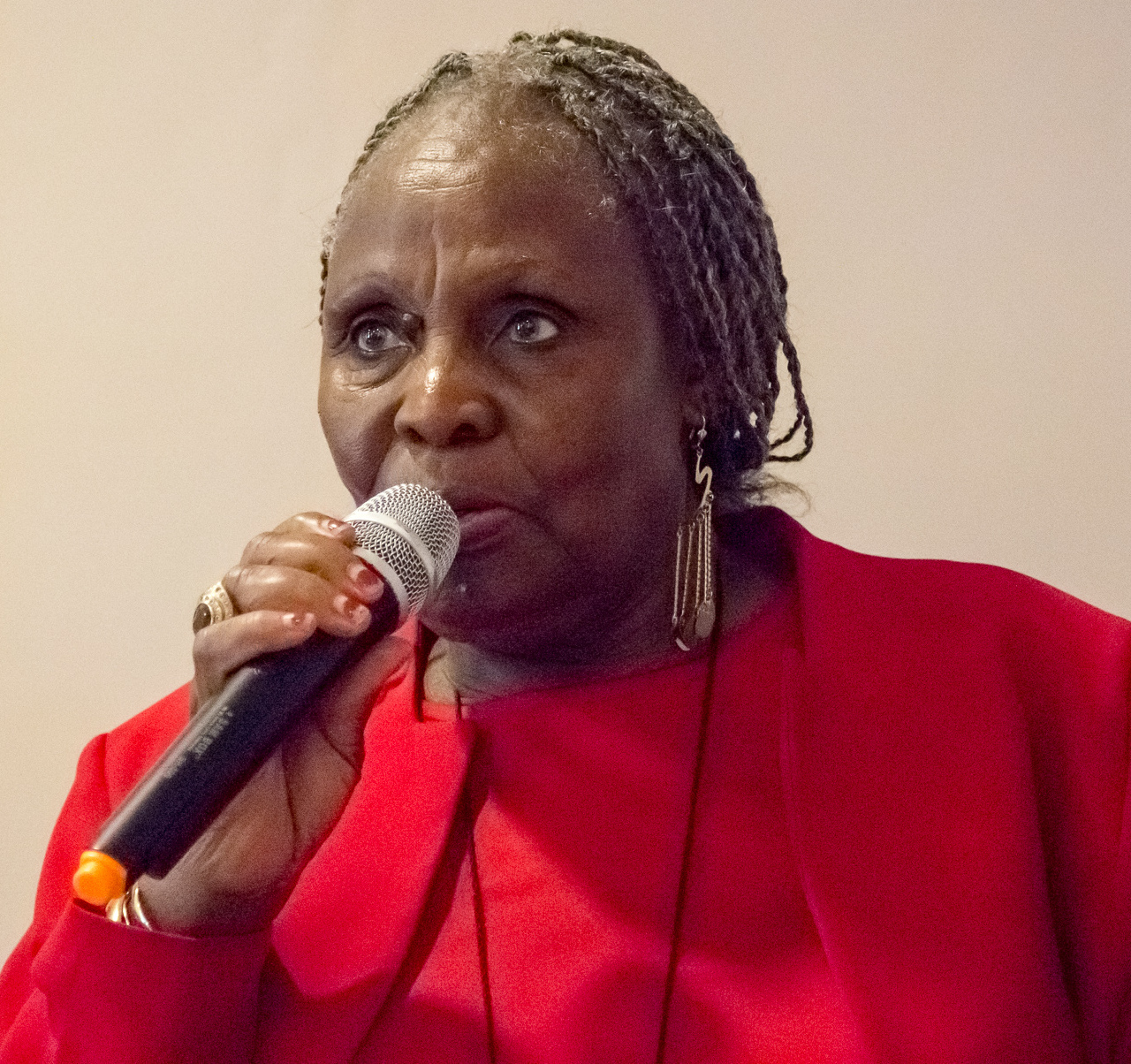
Masuka (2015)

Dorothy Masuka (* 3. September 1935 in Bulawayo, Südrhodesien; † 23. Februar 2019) war eine südafrikanische Jazz- und Popsängerin. Südafrikanische Sängerinnen von Miriam Makeba über Letta Mbulu bis Aura Msimang wurden durch Masuka beeinflusst und interpretierten – ebenso wie Hugh Masekela – Kulala oder andere ihrer Songs.

## Leben und Wirken
Masuka, deren Vater aus dem heutigen Sambia stammt und deren Mutter eine Zulu war, wuchs ab dem Alter von zwölf Jahren in Südafrika auf, wo sie in Johannesburg zur Schule ging. Beeinflusst von Dolly Rathebe interessierte sie sich für Jazz und für südafrikanische Musik, wie den Township Jive. Sie nahm an Talentwettbewerben teil und ging mit 16 Jahren von der Schule, um in Durban Mitglied von Philemon Mogotsis African Ink Spots zu werden. Bald darauf schrieb sie den Hitsong Hamba Notsokolo. Im Alter von 20 Jahren war sie mit der Musikrevue African Jazz and Variety unterwegs, zu der damals auch Miriam Makeba gehörte. Auch war sie auf dem Titelblatt von Drum und anderen Zeitschriften abgebildet. Ihre Songs waren zunächst sehr erfolgreich. Allerdings beklagte ihr Song Dr. Malan, den damaligen Premierminister Daniel François Malan, dessen Kabinett die Apartheid eingeführt hatte, die diskriminierenden Gesetze. Die Platte musste vom Markt genommen werden. 1961 sang sie ein Lied über den gerade ermordeten Patrice Lumumba, das ebenfalls von der Zensur verboten wurde; sämtliche Platten einschließlich der Mastertapes wurden beschlagnahmt. 
Masuka ging zurück nach Bulawayo, da sie in Südafrika zur unerwünschten Person erklärt worden war. Vier Jahre später überwarf sie sich mit den rhodesischen Behörden und musste in das mittlerweile unabhängige Sambia fliehen. 1965 trat sie in dem Musical Buwa von Caiphus Semenya in den Vereinigten Staaten auf. Auch trat sie mit Miriam Makeba auf; 1969 nahm sie am Pan African Cultural Festival in Algier teil. In Malawi, Uganda und Tansania verbrachte sie die folgenden Jahre im Exil, bis sie 1980 nach Simbabwe zurückkehren konnte. Ab 1992 lebte sie wieder in Johannesburg, trat aber gelegentlich auch in Europa und den Vereinigten Staaten auf, so 2002 mit den Mahotella Queens in New York.
2006 wurde sie mit dem südafrikanischen Ikhamanga-Orden in Silber ausgezeichnet.
Masuka starb 2019 und wurde auf dem West Park Cemetery in Johannesburg beerdigt.

## Diskographische Hinweise
- Pata Pata (1990)
- Hamba Notsokolo (1995)
- Mzilikazi (2001)
- The Definite Collection (2002)
- Lendaba (2003)